# Língua chope
A língua chope ou XiChope (também se escreve cicopi) é um pequeno grupo de línguas do norte da província de Gaza e da província de Inhambane, em Moçambique, faladas pelo povo chope. São línguas bantu, da família Níger-Congo.
As duas línguas que compõem este grupo são o chope, falado principalmente nos distritos de Inharrime e Zavala e no posto administrativo de Chidenguele e o guitonga, falado na cidade de Inhambane e nos distritos de Maxixe e Jangamo, com a qual partilha cerca de 40% do léxico.[carece de fontes?]